# ألان لوب
ألان لوب (بالإنجليزية: Allan Loeb)‏ هو منتج أفلام وكاتب سيناريو أمريكي، ولد في 25 يوليو 1969 في شيكاغو في الولايات المتحدة.

## وصلات خارجية
- ألان لوب على موقع IMDb (الإنجليزية)
- ألان لوب على موقع ألو سيني (الفرنسية)
- ألان لوب على موقع أول موفي (الإنجليزية)
- ألان لوب على موقع بوكس أوفيس موجو (الإنجليزية)
- ألان لوب على موقع قاعدة بيانات الأفلام السويدية (السويدية)
- ألان لوب على موقع قاعدة بيانات الفيلم (الإنجليزية)